# Wolderuskapelle

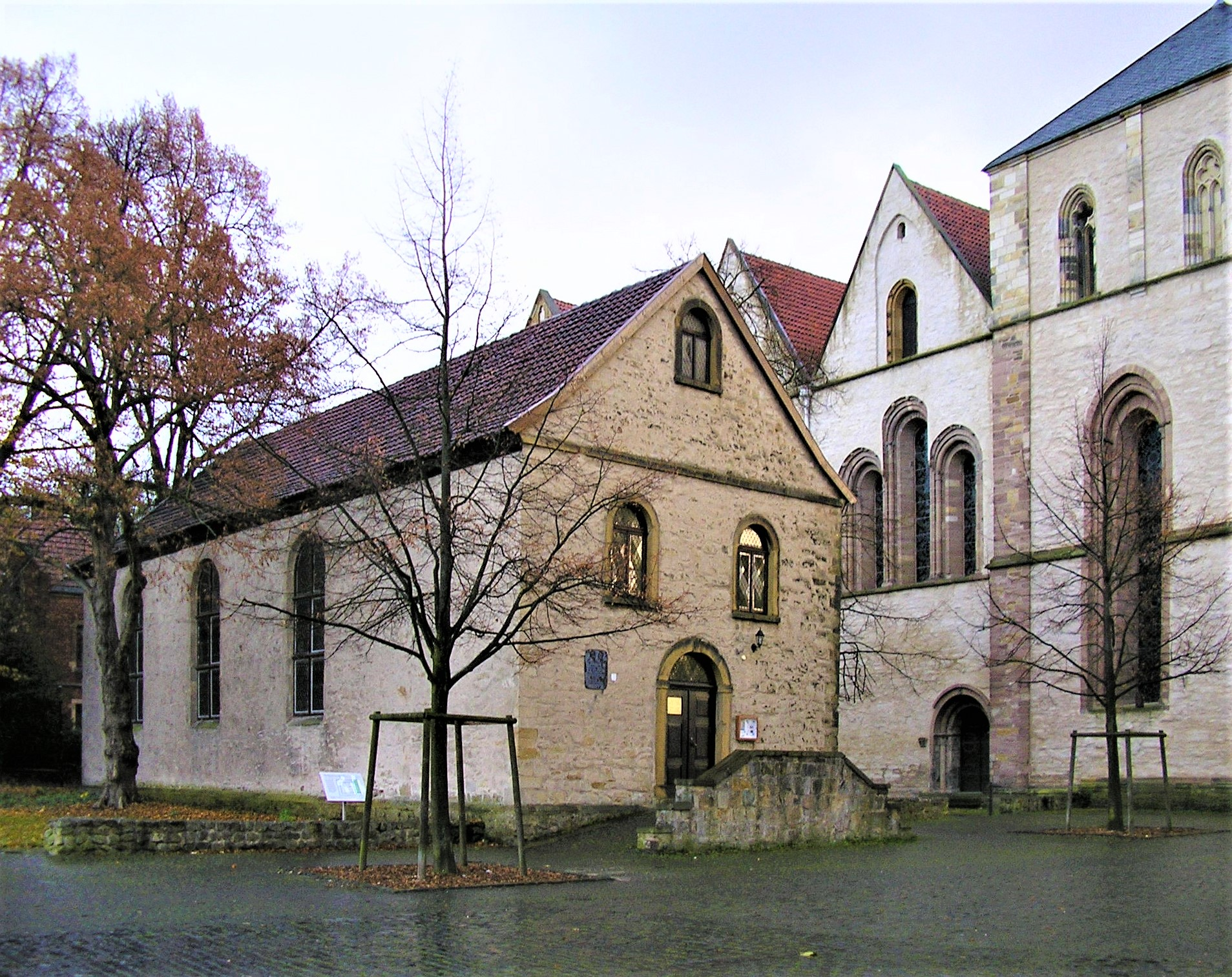
Ansicht von Nordwesten, rechts die Nordseite des Münsters

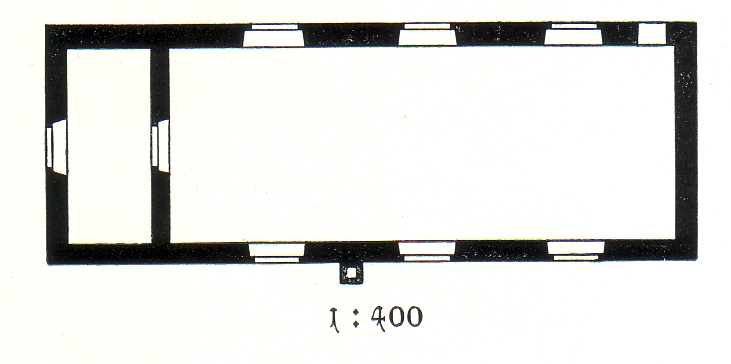
Grundriss 1908

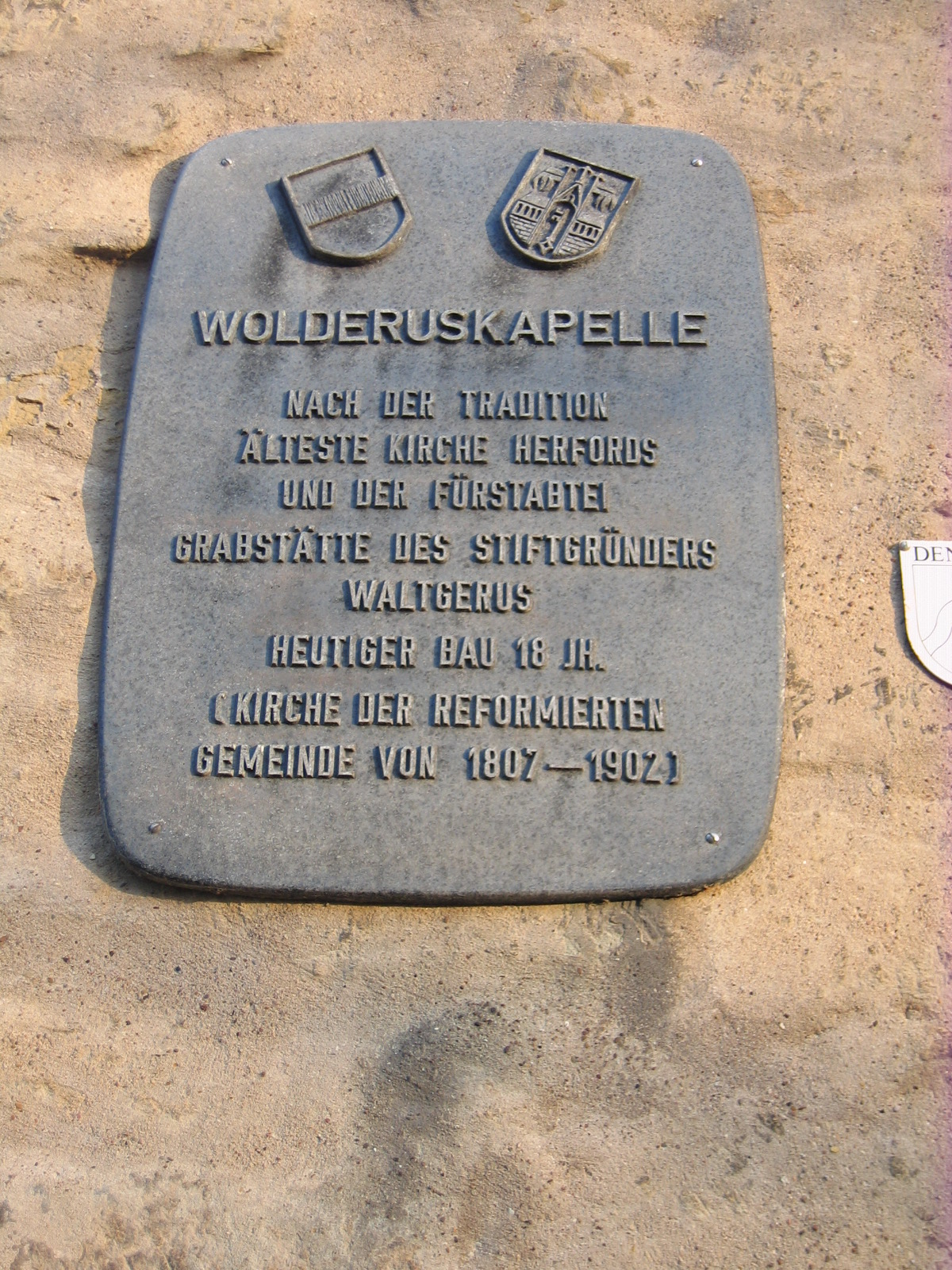
Infotafel an der Kapelle

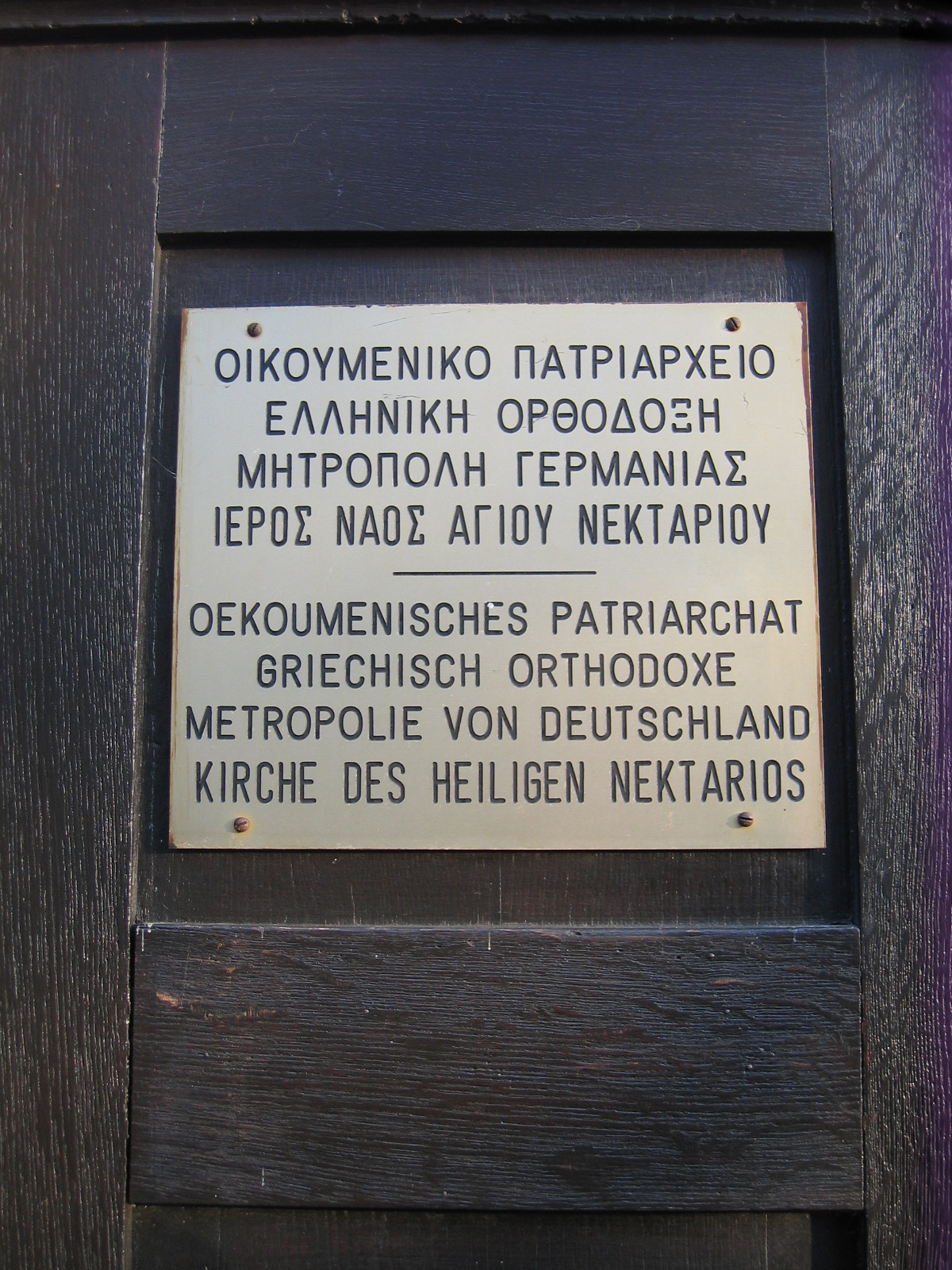
Nektarios-Tafel

Die Wolderuskapelle ist eine Kapelle nahe der Münsterkirche in Herford. Sie wurde 1735 erbaut, geht aber auf einen mittelalterlichen Vorgängerbau zurück.

## Geschichte
Der Überlieferung nach soll die ursprüngliche Wolderuskapelle die älteste Kirche der Stadt und des Stiftes Herford gewesen sein. Der Stiftsgründer Waltger († 825) soll dort begraben worden sein. Schriftlich belegt ist die Kapelle für das Jahr 1285. 1356 wurde sie instand gesetzt.
1735 wurde die alte Kapelle abgerissen und der bis heute bestehende Saalbau errichtet. Von 1807 bis zur Einweihung der Petrikirche 1902 war die Wolderuskapelle die Kirche der evangelisch-reformierten Gemeinde. In dieser Zeit wurde sie 1852 nach Westen erweitert, um Raum für eine Orgelempore zu gewinnen.
Von 1886 bis zum Zweiten Weltkrieg diente die Wolderuskapelle als Gottesdienstort für die danach in der Pfarrei Münster-Bielefeld aufgegangene alt-katholische Gemeinde.
Seit 1962 dient die Wolderuskapelle der griechisch-orthodoxen Gemeinde als Nektarios-Kapelle. 1981 wurde sie unter Denkmalschutz gestellt.

## Architektur und Ausstattung
Die heutige Kapelle ist ein schlichter barocker Saalbau. Aus der Erbauungszeit sind die Kanzel mit Akanthus- und Bandelwerk sowie der Altartisch erhalten. Noch aus dem Vorgängerbau stammt ein Epitaph aus dem 17. Jahrhundert. Die Wände sind, wie in orthodoxen Kirchen üblich, vollständig mit Ikonenmalerei geschmückt. Der beauftragte griechische Ikonenmaler hat seine Werke auf eine Art spezieller Tapete aufgebracht, so dass sie jederzeit wieder beschädigungsfrei entfernt werden können.